# Josef Kramer

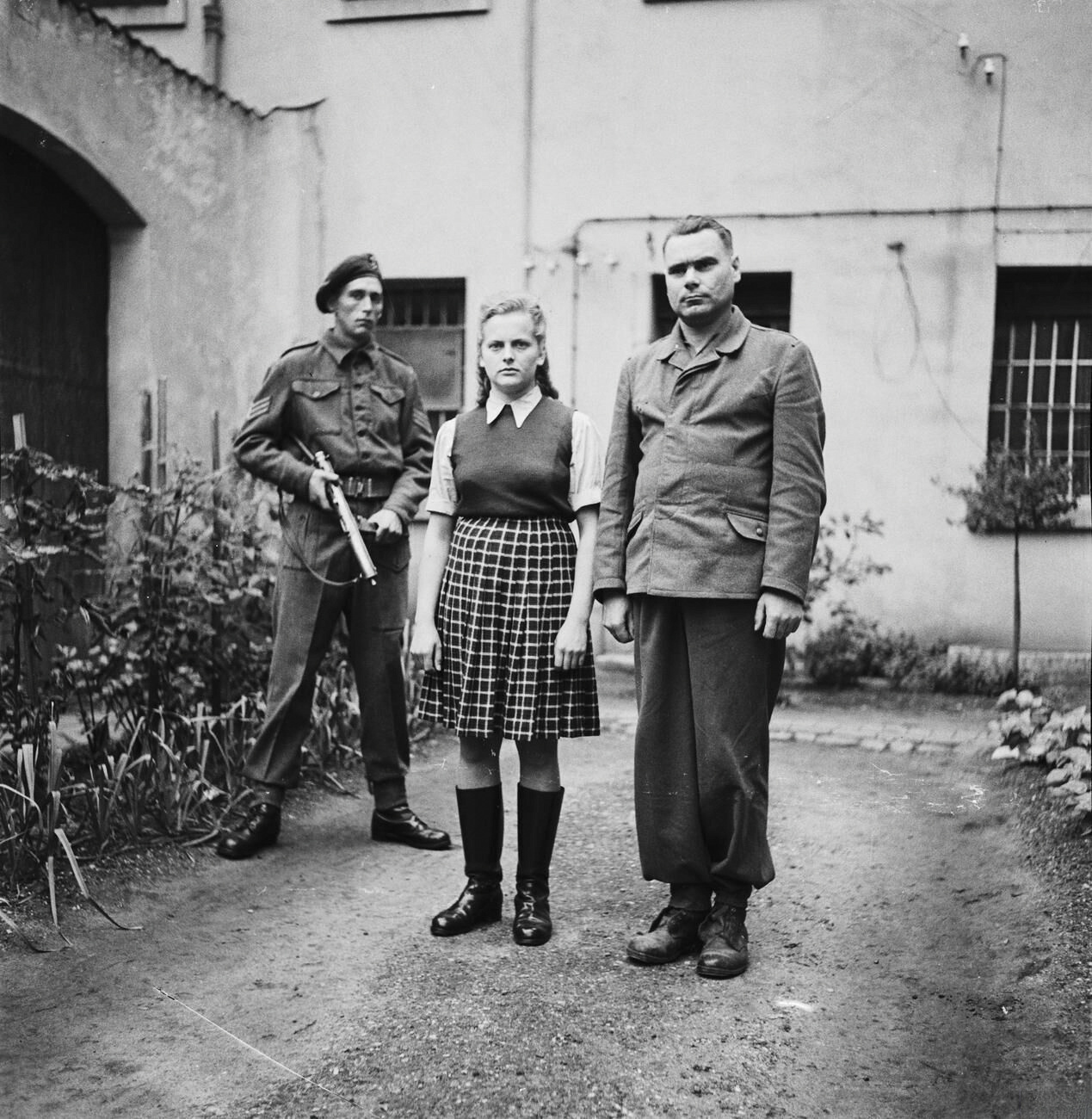
Kramer i Irma Grese (1945)

Josef Kramer (ur. 10 listopada 1906 w Monachium, zm. 13 grudnia 1945 w Hameln) – zbrodniarz hitlerowski, komendant niemieckich obozów koncentracyjnych Natzweiler-Struthof, Auschwitz II – Birkenau i Bergen-Belsen, SS-Hauptsturmführer.

## Życiorys
Członek NSDAP od 1931 (numer legitymacji partyjnej 733597) i SS od 1932 (numer identyfikacyjny 32217). W 1934 rozpoczął w Dachau służbę w obozach koncentracyjnych. Od listopada 1934 do czerwca 1936 Kramer należał do komendantury obozu w Esterwegen, następnie powrócił do Dachau. Od czerwca 1937 do sierpnia 1938 był adiutantem komendanta Sachsenhausen. W sierpniu 1939 Kramer został adiutantem komendanta Mauthausen Franza Ziereisa. Taką samą funkcję pełnił od maja do listopada 1940 w Auschwitz, gdzie sprawował funkcję adiutanta Rudolfa Hößa.
Następnie do kwietnia 1941 szkolił się w Dachau na stanowisko Schutzhaftlagerführera (kierownika obozu) i od kwietnia 1941 do maja 1942 sprawował je w obozie Natzweiler-Struthof, po czym awansował na stanowisko komendanta tego obozu. W maju 1944 powrócił do kompleksu obozowego Auschwitz i sprawował do 1 grudnia 1944 funkcję komendanta w Birkenau. Kierował wówczas akcją zamordowania około 400 tysięcy węgierskich Żydów. Następnie Kramer został przeniesiony na stanowisko komendanta obozu w Bergen-Belsen. Ze względu na swoje okrucieństwo zdobył wówczas sobie przydomek „bestii z Bergen-Belsen”. Był odpowiedzialny za śmierć tysięcy więźniów obozu.

### Proces
W kwietniu 1945 został aresztowany przez wojska brytyjskie podczas wyzwalania Bergen-Belsen. Po zakończeniu wojny stanął przed brytyjskim Trybunałem Wojskowym w Lüneburgu w pierwszym procesie załogi Bergen-Belsen. 17 listopada 1945 został skazany na karę śmierci. Wyrok wykonano przez powieszenie 13 grudnia 1945 o godzinie 12:11 w więzieniu w Hameln. Wykonawcą wyroku był brytyjski kat Albert Pierrepoint.